# Ель-Джануб
Ель-Джануб (араб. استاد الجنوب), раніше відомий як Ель-Вакра (араб. ملعب الوكرة) — футбольний стадіон з висувним дахом у місті Ель-Вакра, у Катарі. Один зі стадіонів, на яких розігрувалися матчі Чемпіонату світу 2022, який було відкрито 16 травня 2019.
Після Чемпіонату світу, кількість місць зменшиться з 40 000 до 20 000 та буде слугувати домашнім стадіоном для клубу «Аль-Вакра».

## Дизайн та конструкція
Дизайн стадіон було розроблено архітекторкою Захою Хадід та її архітектурним бюро Zaha Hadid Architects (Заха Хадід Аркітектс). Ель-Джануб оснащений висувним дахом та системою охолодження, які дозволяють користуватися стадіоном влітку навіть за катарського клімату. Висувний дах зроблено з ПТФЕ полотна та кабелів. Зі слів самого бюро, дизайн стадіону включає культурні посилання до морської історії міста в абстрактній формі і поєднує їх з практичними рішеннями вимог клімату, контексту і функціональності футбольного стадіону. Конструкція даху стадіону являє собою абстракцію корпусів дау, перевернутих догори дном і збитих один до одного, щоб забезпечити тінь і укриття. Структуру балки даху повторює внутрішню структуру корпусу дау, фасади стадіону нахилені назовні, звужені у висоті і нагадують вітрила дау.
Охолодження стадіону дозволить уникнути перегріву людей на стадіоні через спекотний посушливий клімат Катару. Система охолодження спроможна охолоджувати трибуни до 18 °C (64 °F) та футбольне поле до 20 °C (68 °F).

## Історія
Стадіон було анонсовано під назвою «Ель-Вакра». 16 травня 2019 відбулася церемонії відкриття стадіону та матч фіналу Кубку Еміра між командами «Ас-Садд» та «Ад-Духаїль».
19 грудня 2020 на стадіоні відбувся фінал Ліги чемпіонів АФК 2022, де зустрілися іранський «Персеполіс» корейський «Ульсан Хьонде».
У 2021 році Ель-Джануб прийняв 6 матчів Кубку арабських націй 2021.

## Кубок Арабських націй 2021
Ель-Джануб прийняв 6 матчів Кубку Арабських націй 2021.
| Дата              | Час (UTC+3) | Команда 1 | Рахунок  | Команда 2  | Стадія     | К-кість глядачів |
| ----------------- | ----------- | --------- | -------- | ---------- | ---------- | ---------------- |
| 30 листопада 2021 | 16:00       | Ірак      | 1:1      | Оман       | Група A    | 1 576            |
| 6 грудня 2021     | 18:00       | Сирія     | 1:2      | Мавританія | Група B    | 8 539            |
| 4 грудня 2021     | 16:00       | Ліван     | 0:2      | Алжир      | Група D    | 9 405            |
| 1 грудня 2021     | 19:00       | Марокко   | 4:0      | Палестина  | Група C    | 3 843            |
| 7 грудня 2021     | 22:00       | Алжир     | 1:1      | Єгипет     | Група D    | 32 418           |
| 11 грудня 2021    | 18:00       | Єгипет    | 3:1 (дч) | Йорданія   | 1/4 фіналу | 28 306           |

## Чемпіонат світу 2022
На стадіоні Ель-Джануб відбулися 7 матчів Чемпіонату світу 2022.
| Дата              | Час (UTC+3) | Команда 1         | Рахунок | Команда 2         | Стадія     | К-кість глядачів |
| ----------------- | ----------- | ----------------- | ------- | ----------------- | ---------- | ---------------- |
| 22 листопада 2022 | 22:00       | Франція           | 4:1     | Австралія         | Група D    | 40 875           |
| 24 листопада 2022 | 13:00       | Швейцарія         | 1:0     | Камерун           | Група G    | 39 089           |
| 26 листопада 2022 | 13:00       | Туніс             | 0:1     | Австралія         | Група D    | 41 823           |
| 28 листопада 2022 | 13:00       | Камерун           | 3:3     | Сербія            | Група G    | 39 789           |
| 30 листопада 2022 | 18:00       | Австралія         | :       | Данія             | Група D    |                  |
| 2 грудня 2022     | 18:00       | Гана              | :       | Уругвай           | Група H    |                  |
| 5 грудня 2022     | 18:00       | 1-е місце групи E | :       | 2-е місце групи F | 1/8 фіналу |                  |